# Jimmy Gavin
Jimmy Gavin (ur. 28 sierpnia 1991 w Arlington Heights) – amerykański koszykarz występujący na pozycji rozgrywającego, obecnie zawodnik BC Igokea Aleksandrovac.
W 2016 rozegrał cztery spotkania w letniej lidze NBA, w barwach Orlando Magic.
4 sierpnia 2017 został zawodnikiem Kinga Szczecin. 5 grudnia klub rozwiązał z nim umowę za porozumieniem stron. 3 dni później podpisał umowę z rosyjskim Spartakiem Petersburg. 27 lutego opuścił klub.
22 lipca 2018 zawarł umowę z bośniackim BC Igokea Aleksandrovac.

## Osiągnięcia
Stan na 28 lutego 2018, na podstawie, o ile nie zaznaczono inaczej.
NCAA II
- Zaliczony do:
  - I składu GLVC (2015)
  - II składu:
    - GLVC (2014)
    - dystryktu Midwest (2015)
    - Daktronics regionu Midwest (2015)

NCAA
- Mistrz sezonu regularnego konferencji Big South (2016)
- Zaliczony do:
  - I składu:
    - Big South (2016)
    - turnieju Big South (2016)
- Lider konferencji Big South w liczbie celnych (94) rzutów za 3 punkty (2016)[8]